# 朱学亮
朱学亮（1962年10月—），汉族，安徽省宿州市人，安徽师范大学数学系毕业，中华人民共和国地方政治人物。

## 生平
1984年7月参加工作，1992年12月加入中国共产党。历任安徽省宿州市（县级）三中教师，宿州市（县级）教委中教科工作人员，宿州市（县级）教委办公室主任，宿州市（县级）政府办公室信息调研科科长、督查科科长，宿州市（县级）政府办公室副科级秘书、正科级秘书，宿县地委组织部青干科副科长、主任科员，宿州市委组织部研究室主任。2002年1月，任萧县县委常委、组织部部长。同年10月，任萧县县委副书记。其间于2005年9月至2008年7月，在安徽省委党校在职研究生班法学专业学习。2009年4月，任砀山县委副书记、县长。2011年11月，任砀山县委书记。2015年，被中共中央组织部授予“全国优秀县委书记”称号。2015年9月，升任淮南市委常委、组织部长。
2019年12月，调任安徽省委政法委政治部主任。2024年4月，朱学亮因为涉嫌严重违法违纪，被中共安徽省纪委监委立案审查，监察调查。